# Nagojai jegyzőkönyv
A Nagojai jegyzőkönyv (angolul: Nagoya Protocol on Access to Genetic Resources and the Fair and Equitable Sharing of Benefits Arising from their Utilization to the Convention on Biological Diversity) egy nemzetközi környezetvédelmi megállapodás, amelyet 2010. október 29-én fogadtak el Nagojában az ENSZ 10. konferenciáján a biológiai sokféleségről szóló 1993. évi ENSZ-egyezmény célkitűzéseinek végrehajtása érdekében. Miután 2014. július 14-re 50 állam és az Európai Unió ratifikálta a jegyzőkönyvet, 90 nappal később, 2014. október 12-én lépett hatályba. 

## Tartalma
A biológiai sokféleség megőrzésének és fenntartható használatának, valamint a genetikai erőforrások hasznosításából származó hasznok igazságos és méltányos megosztásának általános keretét meghatározó legfontosabb nemzetközi jogi eszköz a Biológiai Sokféleség Egyezmény és a hozzá kapcsolódó Nagojai jegyzőkönyv. A Nagojai jegyzőkönyv egy nemzetközi szerződés, melyet a Biológiai Sokféleség Egyezmény részes felei 2010-ben fogadtak el. A Nagojai jegyzőkönyv célja, hogy elősegítse a biológiai sokféleség fenntartható hasznosítását, miközben megakadályozza, hogy a fejlett országok a nagy biológiai sokféleséggel rendelkező országok genetikai erőforrásaikat ellentételezés nélkül hasznosítsák. A jegyzőkönyv részletesen meghatározza a genetikai erőforrásokhoz és a genetikai erőforrásokhoz kapcsolódó hagyományos tudáshoz való hozzáférésnek, valamint a hasznosításukból eredő pénzbeli és nem pénzbeli hasznok megosztásának általános szabályait.

## A jegyzőkönyv születésének mérföldkövei
- 2002. április 19. A Biológiai Sokféleség Egyezmény Részes Feleinek 6. Konferenciáján[1] elfogadják a Bonni Útmutatót.[2]
- 2002. szeptember 4. A Fenntartható Fejlődés Világcsúcson politikai döntés születik az ABS (hozzáférés és hasznok megosztása) nemzetközi szabályozásáról.
- 2010. október 29. A Biológiai Sokféleség Egyezmény Részes Feleinek 10. Konferenciája[1] elfogadja a Nagojai jegyzőkönyv szövegét.
- 2014. július 14. Uruguay 50. országként ratifikálja a Nagojai jegyzőkönyvet, ezzel lehetővé teszi annak hatályba lépését.[3]
- 2014. október 12. A Nagojai jegyzőkönyv hatályba lép.

## A Nagojai jegyzőkönyv végrehajtása Magyarországon
- 2011. június 23. Az Európai Unió és Magyarország (több más tagállammal együtt) aláírja a Nagojai jegyzőkönyvet.[3]
- 2014. április 29. Magyarország ratifikálja a Nagojai jegyzőkönyvet.[3]